# Cethosia
Genre
Cethosia est un genre de lépidoptères (papillons) de la famille des Nymphalidae et de la sous-famille des Heliconiinae.
Ils sont présents en Australasie, Inde, Malaisie et Indochine.

## Liste des espèces
- Cethosia biblis (Drury, 1773).
- Cethosia cyane (Drury, 1773).
- Cethosia cydippe (Linnaeus, 1767).
- Cethosia gabinia Weymer, 1883.
- Cethosia hypsea Doubleday, 1847.
- Cethosia lamarcki Godart, 1819.
- Cethosia lechenaulti Godart, 1824.
- Cethosia luzonica C. & R. Felder, 1863.
- Cethosia moesta C. & R. Felder, 1867.
- Cethosia myrina C. & R. Felder, 1867.
- Cethosia nietneri C. & R. Felder, 1867.
- Cethosia obscura Guérin-Méneville, 1838.
- Cethosia penthesilea (Cramer, 1777).
- Cethosia vasilia Müller, 1999.

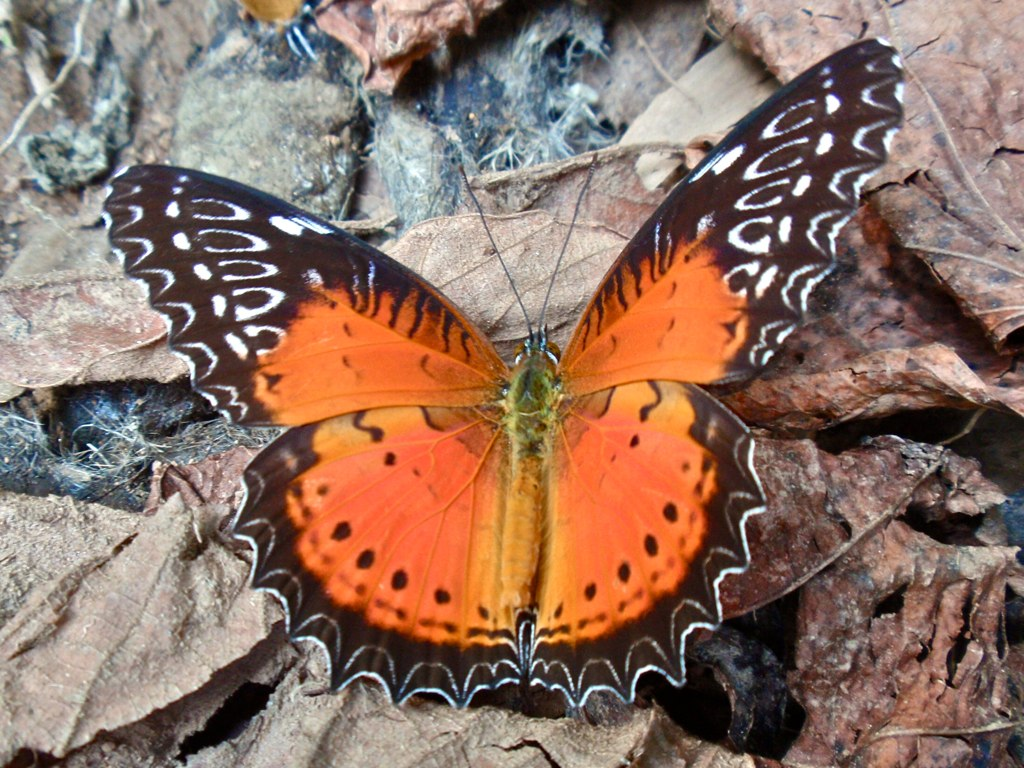
Cethosia biblis
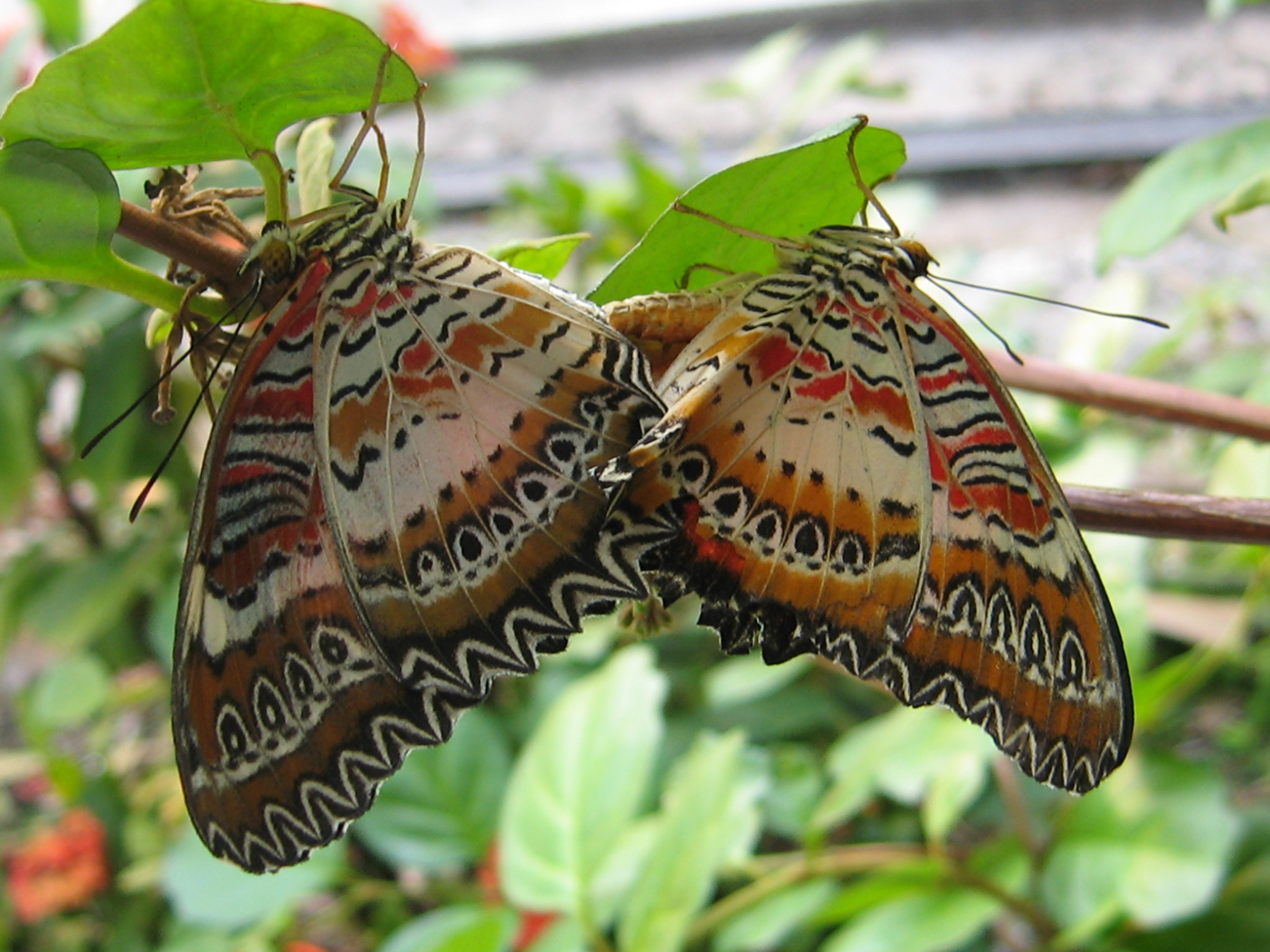
Cethosia hypsea
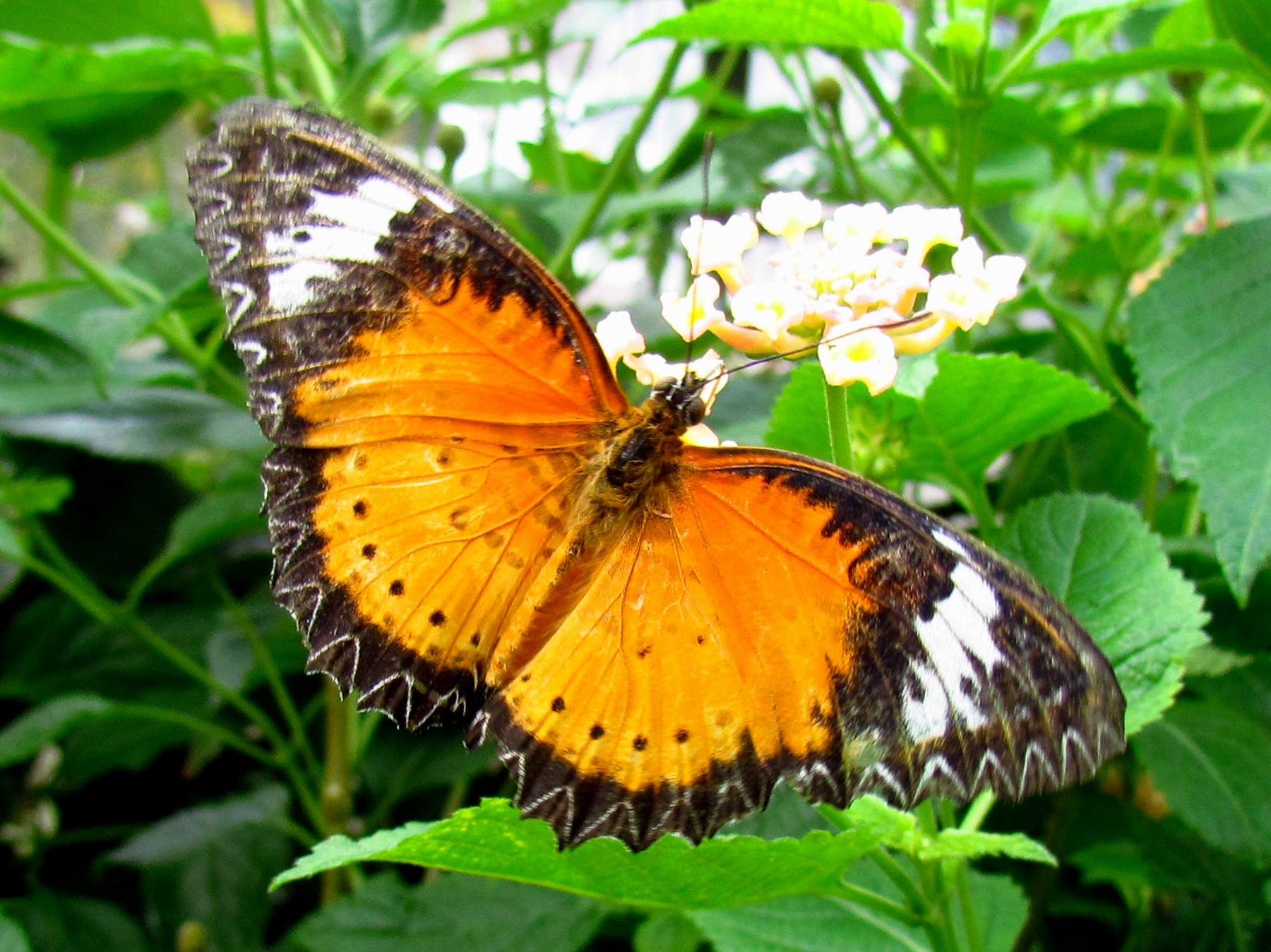
Cethosia penthesilea